# The Football Factory
The Football Factory (br: Violência Máxima) é um filme britânico de 2004, do gênero ação, dirigido por Nick Love e baseado no romance do mesmo nome de John King.

## Sinopse
The Football Factory centra-se em dois grupos de torcedores do futebol inglês - os Headhunters, que torcem pelo Chelsea e os Bushwhackers, torcedores do Millwall. Durante todo o filme, os Headhunters rivalizam com diversas outras torcidas, confrontando-se diversas vezes com torcedores do Tottenham Hotspur, Liverpool e Stoke City.
O filme segue Tommy Johnson (Danny Dyer), um hooligan de futebol com vinte e poucos anos sem ambições e com poucas perspectivas de vida que começa a questionar sua moral e a moral daqueles que o cercam. Sua única alegria é esperar pelo futebol do final de semana, quando terá a oportunidade de se meter numa briga e de vez em quando acertar algum torcedor rival, mas sabe que não poderá ter essa vida para sempre.
Enquanto desfruta de uma noite com seu amigo Rod, eles encontram um casal de jovens mulheres em um pub inglês e ambos acabaram indo para a casa de uma delas. Na manhã seguinte, Tommy acorda com um homem sentado em cima dele com uma faca contra sua garganta. Rod chega ao quarto onde está Tommy, e vendo a situação, atinge o homem na cabeça com um bastão de cricket, e ambos fogem para casa. Em seguida, descobrem que o homem traído era na verdade, Fred, líder de uma das torcidas organizadas do Millwall.
O resto do filme centra-se em Tommy tentar fugir dos torcedores do Millwall que buscam vingança pelo ataque ao tentar decifrar o significado por trás de estranhos sonhos que o têm impedido durante todo o filme.

## Elenco
- Danny Dyer .... Tommy Johnson
- Frank Harper .... Billy Bright
- Neil Maskell .... Rod
- Roland Manookian .... Zeberdee
- Tamer Hassan ....  Fred
- Dudley Sutton .... Bill Farrell
- John Junkin .... Albert Moss
- Jamie Foreman .... Taxista
- Tony Denham .... Harris
- Kara Tointon .... Shie
- Sophie Linfield .... Tamara
- Danny Kelly .... Anunciador no rádio